# Krankentransportwagen
Ein Krankentransportwagen (KTW) ist im Rettungsdienst und im Sanitätsdienst ein Transportfahrzeug für nicht-akute Transporte von verletzten oder erkrankten Personen unter geeigneten Transportbedingungen einschließlich einer Betreuung durch qualifiziertes Personal. Weitere umgangssprachliche Namen sind Krankenwagen, Sanitätskraftwagen und Sanka. Diese Bezeichnungen werden darüber hinaus auch häufig für Rettungswagen (RTW) und artverwandte Einsatzfahrzeuge verwendet, obwohl dies aufgrund von Unterschieden hinsichtlich ihrer Ausstattung und ihres Einsatzzweckes nicht korrekt ist. Im Vergleich zum Rettungswagen ist sowohl die medizinische Ausrüstung als auch die Anforderung an die Qualifikation des Personals geringer.

## Geschichte
Der Begriff Krankentransportwagen existiert mindestens seit 1815. Er bezeichnete damals bei der Preußischen Armee „Kranken-Transportmittel für die auf dem Schlachtfeld schwer Verwundeten“. Motorisierte Ausführungen gab es spätestens 1906.

## Aufgaben
Ein Krankentransportwagen wird hauptsächlich zum Durchführen von qualifizierten Krankentransporten verwendet.
Häufige Krankentransportarten sind:
- Transport ins Krankenhaus (Einweisung durch Hausarzt bzw. im Rahmen eines Sanitätsdienstes bei Großveranstaltungen)
- Transport zu einem Facharzt (Ordination, Ärztezentrum)
- Transport vom Krankenhaus oder Facharzt zurück nach Hause (Wohnung, Seniorenheim)
- Verlegungen zwischen Krankenhäusern
- Ambulanzfahrten, z. B. zur Dialyse oder zum Katheterwechsel – der Patient wird zur Behandlung gebracht und anschließend wieder zurückgefahren
- Durchführung des Transports von Blutkonserven, wenn keine anderen Fahrzeuge zur Verfügung stehen
- Zwangseinweisungen bei psychischen Erkrankungen (teils mit polizeilichem Begleitschutz)

Da ein Krankentransportwagen üblicherweise keine Rettungseinsätze durchführt, fährt er selten mit Sondersignal („Blaulicht“ und Folgetonhorn), ist aber für den Notfall damit ausgerüstet. Die Besatzung hat eine rettungsdienstliche Ausbildung und kann bei Bedarf eine Erstversorgung sowie einen Notfalltransport durchführen. In der Regel wird für die bodengebundene Notfallrettung aber ein Rettungswagen bzw. ein Notarztwagen (NAW) eingesetzt.
In folgenden Ausnahmefällen kann ein Krankentransportwagen, auch unter der Nutzung von Sonderrecht und Wegerecht, Notfallrettungseinsätze durchführen:
- nächstes Fahrzeug am Einsatzort, ähnlich wie Helfer vor Ort
- kein Rettungswagen frei, da diese bereits alle im Einsatz sind
- „Massenanfall von Verletzten“ (MANV)

Sollte sich im Zuge eines Einsatzes (Transportes) herausstellen, dass der Krankentransportwagen keine ausreichende Versorgung gewährleisten kann (beispielsweise bei einer drastischen Verschlechterung des Zustands des Patienten), wird das Rettungsdienstpersonal einen Rettungswagen oder Notarzt nachfordern oder den Transport je nach Lage des nächsten Krankenhauses und Einsatzsituation mit Sondersignalen fortsetzen.

## Besatzung
Beim Krankentransport muss der Patient gehoben und getragen sowie während der Fahrt durchgehend betreut werden, deshalb besteht die Besatzung meist aus mindestens zwei Personen.
In Deutschland ist die erforderliche Besatzung eines Krankentransportwagens durch die Rettungsdienstgesetze der einzelnen Bundesländer geregelt. Es handelt sich immer um mindestens zwei Personen, von denen der fachlich besser Ausgebildete in den meisten Ländern ein Rettungssanitäter sein muss, in Thüringen ein Rettungsassistent, wobei in Thüringen und Mecklenburg-Vorpommern (§ 4 RDG MV (2)) die Mindestanforderung aus zwei Rettungssanitätern besteht und in Niedersachsen „geeignet und zuverlässig“ (§ 10 NRettDG). Oftmals werden Bundesfreiwilligendienstleistende, FSJler oder Ehrenamtliche mit Ausbildung zum Rettungshelfer als Fahrer (früher: Krankenwagenfahrer) eingesetzt.
In Österreich muss ein KTW mit mindestens zwei Rettungssanitätern besetzt sein, oft werden jedoch auch besser ausgebildete Notfallsanitäter auf dem Krankentransportwagen eingesetzt. Eine übliche Besatzung im österreichischen Krankentransportwesen ist ein hauptberuflicher oder ehrenamtlicher Fahrer sowie ein zum Rettungssanitäter ausgebildeter Zivildiener, der die Patienten betreut. In manchen Bundesländern werden jedoch auch länger dienende Zivildiener als Fahrer eingesetzt.
Der KTW wird im Gegensatz zum Rettungswagen eher selten mit drei Personen besetzt, da aus Sicht der mit dem Krankentransport beauftragten Organisationen der geringe Mehrwert die höheren Personalkosten nicht rechtfertigt. Am häufigsten kommt es zu Dreiermannschaften, wenn ein neuer Mitarbeiter eingewiesen wird oder der Patient eine spezielle Betreuungsperson benötigen sollte.

## Technik

### Fahrzeugtypen

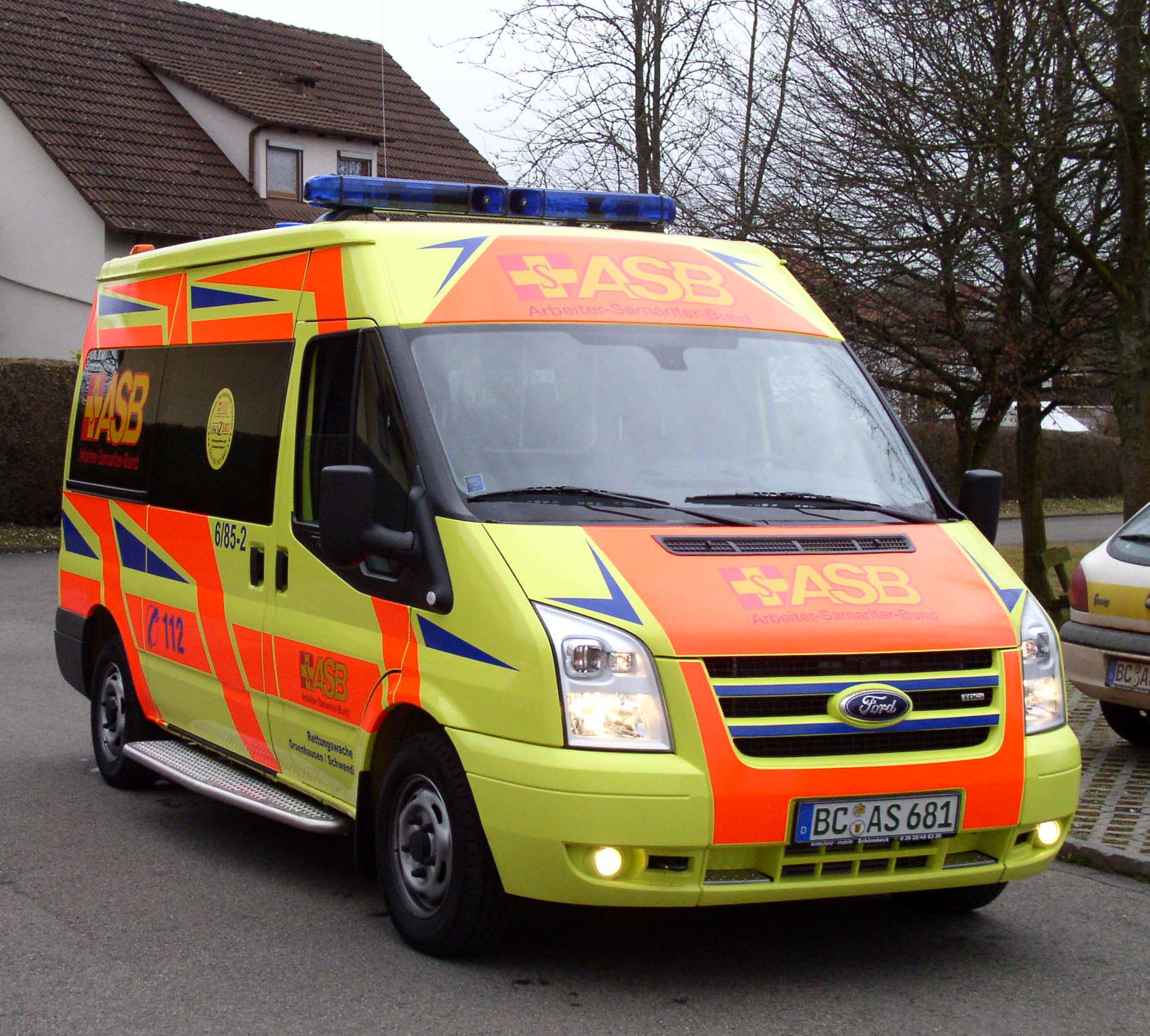
Ford Transit KTW des ASB Orsenhausen-Schwendi

In einem Krankentransportwagen wird weniger Ausrüstung als in einem Rettungswagen mitgeführt, er ist an und für sich nicht dafür ausgelegt darin Patienten zu behandeln, daher werden kompaktere und billigere Fahrzeuge eingesetzt. Am weitesten verbreitet sind Kleintransporter (VW Transporter, Mercedes-Benz Sprinter, Fiat Ducato, Opel Vivaro sowie Ford Transit und insbesondere Ford Transit Custom), teilweise mit Hochdachkonstruktion. Außerdem finden sich Krankentransportwagen auf Basis einer Mercedes-Benz E-Klasse in der Bauform hoch-lang.

### Ausstattung

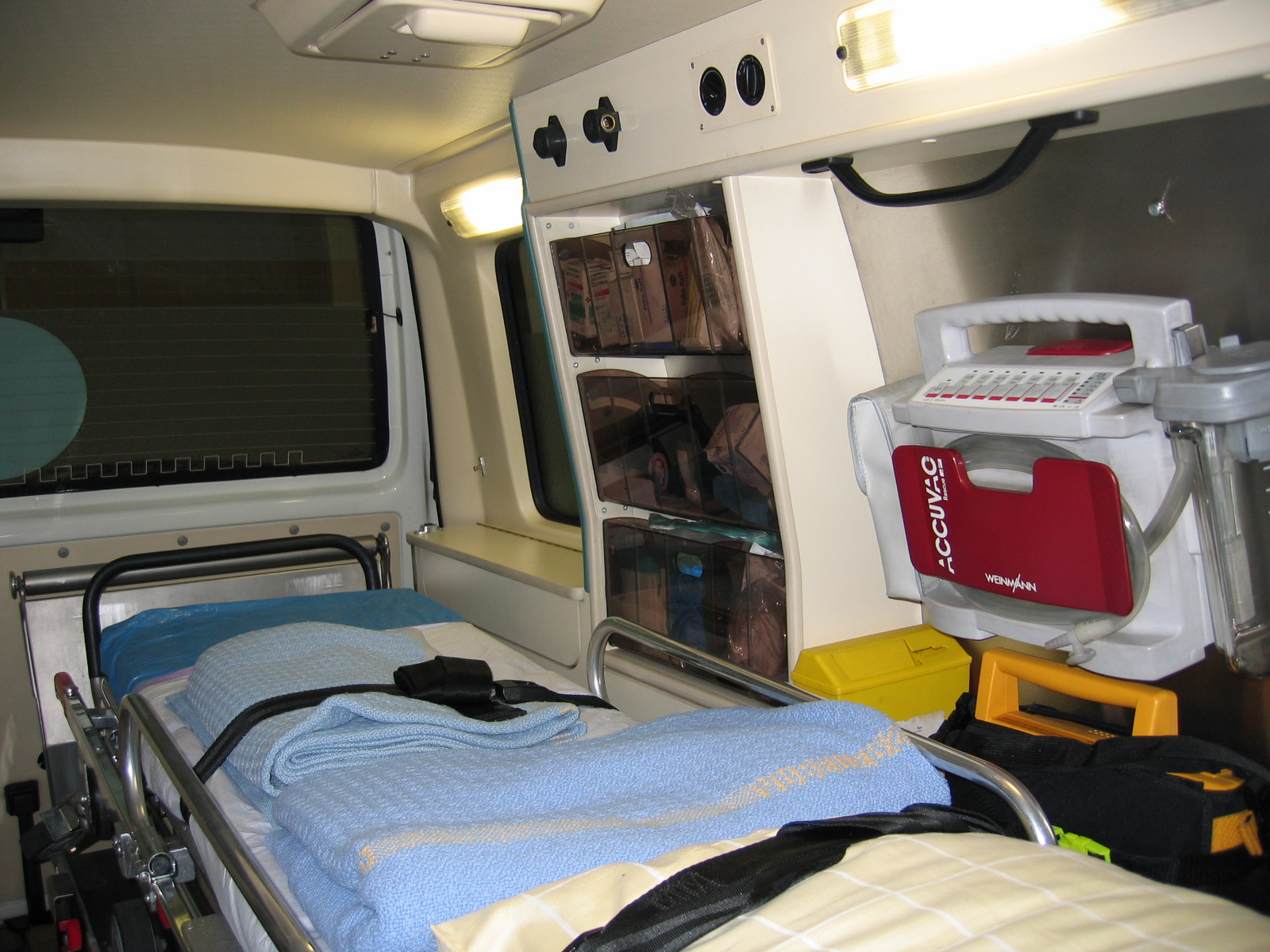
Innenraum eines österreichischen KTW

Die Abmessungen und die Ausstattungsmerkmale von Krankentransportwagen sind europaweit genormt. Im Wesentlichen besteht die konkrete Mindestausstattung aus Trage, Tragstuhl, Sauerstoffanlage, Absaugpumpe, einer tragbaren Notfallausrüstung sowie Verbandmaterial. Weiteres medizinisches Gerät ist eine freiwillige Leistung des Rettungsdienstträgers oder aufgrund örtlicher Regelungen vorhanden und variiert daher stark.
Grundsätzlich sind durch die DIN EN 1789 vier Typen von Krankenkraftwagen definiert, wobei sich von Typ zu Typ die Mindestausrüstung erhöht:
- A1 – Patient Transport Ambulance (für einen Patienten) → Krankentransportwagen
- A2 – Patient Transport Ambulance (für einen oder mehrere Patienten) → Krankentransportwagen
- B – Emergency Ambulance → Notfallkrankenwagen
- C – Mobile Intensive Care Unit → Rettungswagen/Notarztwagen

Im deutschsprachigen Raum kommt beim qualifizierten Krankentransport der Typ A1 wegen zu geringer Anforderungen an die Ausrüstung praktisch nicht zum Einsatz. Zeitgemäß sind heute Fahrzeuge zumindest der Kategorie A2, die auch mit wichtigen Hilfsmitteln wie einem Defibrillator oder einer Vakuummatratze ausgestattet sind. In diesen Fahrzeugen dürfen laut Normung – sollte es erforderlich sein – auch notfalls zwei Patienten zugleich befördert werden. Der oben der Vollständigkeit halber angeführte Typ C entspricht von der Ausstattung her nicht mehr den üblichen Krankentransportwagen, sondern dem verwandten Rettungswagen.

### Farbgebung
Als Grundfarben sind weiß, rot und elfenbein (RAL 1014), ebenso wie beim Rettungswagen, am weitesten verbreitet, inzwischen sind auch Schwefel- bzw. Eurogelb (RAL 1016) gebräuchlich. Oft werden die Fahrzeuge mit umlaufenden kontrastfarbigen Streifen oder Folien-Beklebung (z. B. in „Tagesleuchtrot“ nach RAL 3024) aus fluoreszierendem und/oder Reflexmaterial ergänzt. Zur besseren Identifizierung sind die Fahrzeuge außerdem oft mit Logos der Betreiber-Organisationen, der Bezeichnung Rettungsdienst oder Krankenwagen und ihrem Funkrufnamen beklebt. Hierbei sind regionale Unterschiede und Gesetzgebungen zu beachten.

### Kommunikation

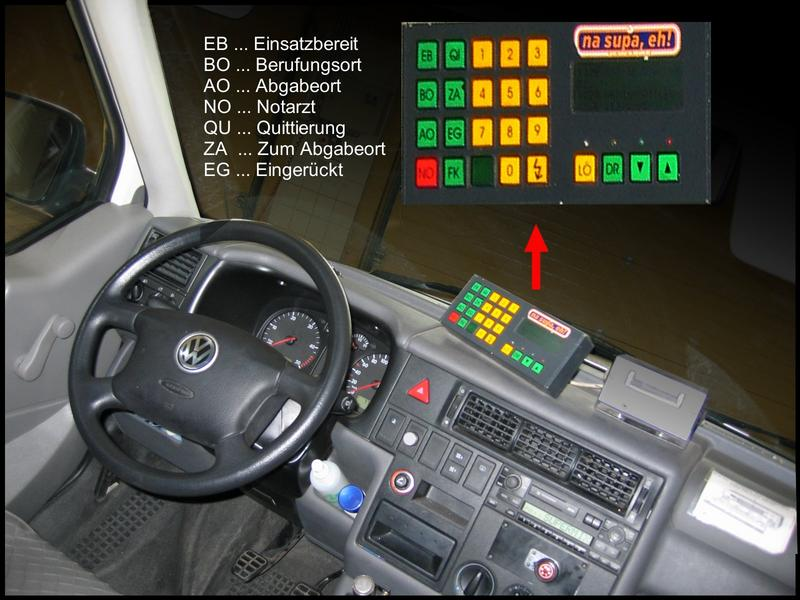
Fahrerzelle eines österreichischen KTW mit Datenfunk

Der Krankentransportwagen ist per Funk mit der Leitstelle verbunden, in Deutschland im öffentlichen Rettungsdienst über den BOS-Funk. In Österreich wird zurzeit an einem bundesweit einheitlichen Funksystem für Einsatzorganisationen gearbeitet (siehe Funksystem der BOS in Österreich).
Zur Verfügung stehen einerseits der klassische Sprechfunk als auch teilweise ein spezieller Datenfunk (beispielsweise POCSAG), über den von der Rettungsleitstelle die Transportinformationen wie Berufungsort, Abgabeort, Patientenname und ähnliches übermittelt werden können.
Über den Datenfunk ist es dem Rettungspersonal auch möglich, einfache Angaben über die Position und Einsatzbereitschaft („Status“) des eigenen Fahrzeugs zu machen, in einigen Gegenden besitzen die Fahrzeuge auch GPS-Ortungssender, sodass alle Standorte der Fahrzeuge in Echtzeit an die Leitstelle übermittelt werden.
Eine mitunter oft genutzte alternative Kommunikationsmöglichkeit sind handelsübliche Mobiltelefone, die vor allem in Fällen von Überlastung oder Ausfällen des Funksystems zum Einsatz kommen.
Historisch gesehen hat sich die Kommunikation und somit die gesamte Einsatzabwicklung durch die neuen technischen Möglichkeiten enorm verbessert. Mitte des 20. Jahrhunderts verfügten die meisten Rettungsdienste aus technischen und finanziellen Gründen noch über kein Funksystem und ausgerückte Fahrzeuge waren bei der Kommunikation auf Telefonanlagen in Krankenhäusern, Polizeiwachen und örtliche Telefonzellen angewiesen. Später begann dann der Einsatz simpler Sprechfunksysteme ähnlich dem CB-Funk. Die nächste technische Neuerung war die stufenweise Einführung des analogen Datenfunks Ende der 1980er- und Anfang der 1990er-Jahre, besonders das Funkmeldesystem. Seit der Jahrtausendwende findet billig gewordene GSM- und GPS-Technologie mehr und mehr Einzug in das Kommunikations- und Koordinationsgeschehen. Die letzte technische Weiterentwicklung stellen abhörsichere und leistungsfähige digitale Funksysteme dar, die im Katastrophenfall behördenübergreifend eingesetzt werden können. Dennoch gibt es noch Verbesserungsmöglichkeiten, vor allem beim Datenaustausch zwischen Rettungsdienst und Krankenhäusern, der vielerorts noch über eigene Transportscheine händisch durchgeführt wird.

## Spezialformen

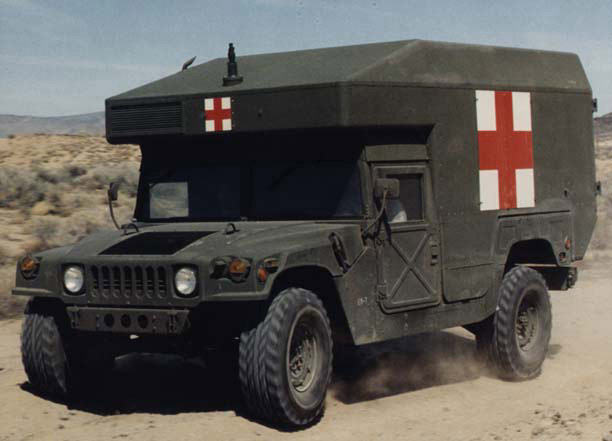
Ein amerikanischer Humvee-Sanitätskraftwagen des U.S. Marine Corps

Es gibt verschiedene Krankentransportwagen, die auf bestimmte Einsatzzwecke spezialisiert und daher eine gute Ergänzung zu den herkömmlichen Fahrzeugen sind. Dazu zählen insbesondere folgende Fahrzeugtypen:
4-Tragen-KTW (KTW-4)Eine Sonderform ist der 4-Tragen-Krankentransportwagen mit je zwei Tragen übereinander links und rechts. Dieser Fahrzeugtyp wird im Katastrophenschutz und in Schnelleinsatzgruppen sowie von der Bundeswehr (hier unter der Bezeichnung Krankenkraftwagen (KrKw), oft auf Basis des Unimog 435) verwendet und hat den Zweck, Verletzte von der Schadensstelle zu weiter entfernt gelegenen Behandlungsplätzen zu transportieren, bei extremen Schadenslagen auch den Rettungsdienst zu unterstützen und mit seiner Transportkapazität zu entlasten. Eine adäquate Betreuung der Patienten ist in diesem Fahrzeug bei voller Beladung nicht mehr möglich, so dass nur Leichtverletzte transportiert werden sollten. Es ist jedoch auch ein Fahrzeugbetrieb mit nur einer, zwei oder drei Tragen möglich. Die nicht benötigten Tragetische können dann zur Platzersparnis an die Wand geklappt werden.
8-Tragen-KTW (KTW-8) und Großraumkrankentransportwagen (GKTW)Dient dem Transport von acht Patienten. Diese Bauformen eignen sich kaum noch für einen Transport von ernsthaft verletzten Patienten, selbst im Katastrophenschutz. Ein GKTW kann aber auch sehr gut als erste Sitzgelegenheit und Sammelstelle für Unverletzte verwendet werden (z. B. für Bewohner eines brennenden Hauses).
Infektions-KTWFür Patienten mit ansteckenden Krankheiten (wie z. B. MRSA oder Tuberkulose; siehe Artikel „Infektion“). Die Innenausstattung ist auf das notwendigste reduziert, um eine anschließende Desinfektion zu erleichtern. Zum Teil ist auch der Patientenraum so gestaltet, dass er sich ideal säubern lässt (keine Rillen, glatte Oberflächen etc.).
Neugeborenen-KTWEin KTW mit spezieller Ausstattung für den Transport von Neugeborenen oder Säuglingen, dazu gehört z. B. ein Inkubator, eine Baby-Notfallausrüstung und entsprechend erfahrenes Personal wie z. B. Kinderkrankenschwester oder Kinderarzt. Steht kein eigener Neugeborenen-KTW zur Verfügung, können viele KTWs auch für den Inkubatortransport umgerüstet werden, indem die fahrzeugeigene Trage durch einen Inkubator mit passendem Fahrgestell ersetzt wird.
Sanitätskraftwagen (Militär)Bezeichnung für militärische Krankentransportfahrzeuge (engl. military ambulance oder field ambulance), die hauptsächlich für die Evakuierung von Verletzten aus unsicheren Gebieten verwendet werden. Es handelt sich um meist gepanzerte und robuste Militärfahrzeuge mit Allradantrieb, die anhand ihrer olivgrünen Farbgebung und eines großen Roten Kreuzes bzw. Roten Halbmonds erkennbar sind. Sie unterscheiden sich daher stark von zivilen Krankentransportwagen.

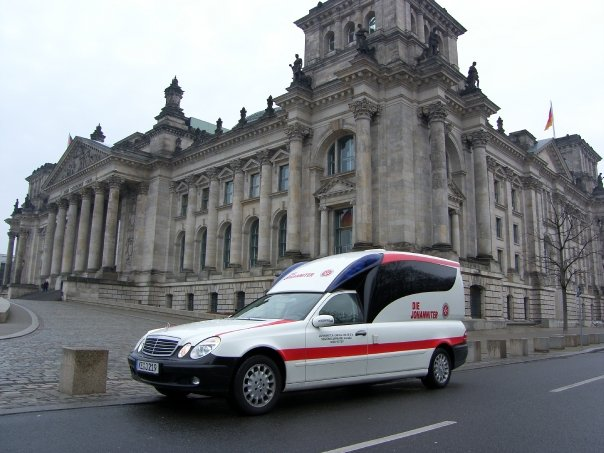
Krankentransportwagen in Bauform „Hochlang“ (Binz KTW A 2003, Basis Mercedes-Benz W211)

HochlangGebräuchliche Bezeichnung für Krankentransportwagen mit einer besonderen Bauform. Diese Bauform basiert auf großen PKW-Fahrgestellen (in Deutschland nahezu ausschließlich Mercedes) mit verlängerter und höherer Karosserie. Diese Bauform war in Deutschland von Ende der 1960er bis Mitte der 1990er Jahre sehr weit verbreitet. Vereinzelt sind Hochlang-KTW auch auf Fahrgestellen von Opel aufgebaut worden.
Schwerlast-KTWBezeichnet einen Krankentransportwagen mit dem stark adipöse (übergewichtige) Patienten möglichst schonend (für Patient und Personal) transportiert werden können. Schwerlast-Krankentransportwagen gibt es (genau wie Schwerlast-Rettungswagen) in unterschiedlichen technischen Ausführungen. Teilweise nutzen sie Spezialtragen (die bis mehr als 500 kg Masse aufnehmen können) oder können ganze Krankenhausbetten transportieren.

## Nutzer
In Deutschland sind Krankentransportwagen bei Hilfsorganisationen (im Rahmen des Rettungsdienstes, Katastrophen- und Zivilschutzes), privaten Rettungsdienstunternehmen, der Bundeswehr und manchen großen Polizeien (für Polizeibeamte; z. B. Bundespolizei und Bayerische Polizei) sowie solchen Feuerwehren, die im Rettungsdienst aktiv sind, in Gebrauch.

## Instandhaltung
Die Besatzung eines Krankentransportwagens ist selbst für die Instandhaltung des Fahrzeuges verantwortlich. Zur Instandhaltung zählen die folgenden Tätigkeiten:
Überprüfung der Einsatzbereitschaft des Fahrzeuges
Diese Tätigkeit wird vor jedem Dienstbeginn durchgeführt. Sie ist von großer Bedeutung, da sich die Besatzung nicht darauf verlassen kann, das Fahrzeug im selben Zustand wie beim letzten Dienstende vorzufinden. Unter Umständen hat ein Wagenwechsel stattgefunden oder der Wagen wurde in der Nachtschicht benutzt. Notwendig ist sowohl die Überprüfung der Verkehrssicherheit des Kraftfahrzeugs inklusive der Sondersignalanlage, als auch die Überprüfung der an Bord befindlichen medizinischen Ausstattung (Geräte und ausreichend Verbrauchsmaterial für die ganze Schicht). Im Unterschied zum Rettungswagen wird eine Rückkehr zum Stützpunkt bei hohen Auftragslagen meist erst wieder zu Dienstende von der Leitstelle angeordnet.
Laufendes Wiederherstellen der Einsatzbereitschaft
Die Besatzung sorgt nach jedem Transport dafür, dass das Fahrzeug dem nächsten Patienten zumutbar ist und stellt die Einsatzbereitschaft wieder her. Zur Erhaltung der Hygiene müssen zwischenzeitlich immer wieder Reinigungs- und Desinfektionsarbeiten durchgeführt werden. Unvorhergesehene Engpässe bei wichtigem Verbrauchsmaterial wie etwa Sauerstoff werden der Leitstelle gemeldet und umgehend durch Anfahren des Stützpunktes behoben.
Reinigung des Fahrzeuges zu Dienstende
Zu Dienstende wird das Fahrzeug, falls notwendig, einer Außenwäsche unterzogen sowie der Innenraum von witterungsbedingter Verschmutzung befreit. Ebenso wird der Abfall entsorgt und wenn notwendig Verbrauchsmaterial ergänzt.
Wöchentliche Scheuer-Wisch-Desinfektion
Regelmäßig findet eine sogenannte Scheuer-Wisch-Desinfektion mit einer vorgegebenen Konzentrationslösung statt. Hierbei muss die Einwirkzeit und der Wechsel der Mittel beachtet werden, um möglicher Resistenzbildung entgegenwirken zu können. Ebenfalls abhängig von der Konzentration des Mittels ist das hierfür benötigte Personal, welches entweder eine spezielle Unterweisung durch den leitenden Desinfektor erfahren hat, oder direkt aus einem Desinfektor besteht. Die Maßnahmen sind in aller Regel in einem verbindlichen Hygieneplan niedergeschrieben. Hier ist auch der Turnus festgelegt.
Komplettüberprüfung
Je nach örtlichen und organisationsinternen Vorgaben, wird eine Komplettüberprüfung teilweise selbstständig monatlich durchgeführt, um ablaufende Medikamente und Sterilmaterialien (z. B. Verbandpäckchen oder Venenverweilkanülen) auszuwechseln.
Sie kann auch durch die Leitstelle angeordnet werden. Diese umfasst die ganzheitliche Inventur und Überprüfung aller sich an Bord befindlichen Gegenstände sowie die komplette Reinigung und Desinfektion des Fahrzeuges und muss vollständig dokumentiert werden. Da eine gewissenhafte Durchführung mehrere Stunden benötigt, wird die Intensivpflege immer nur einzelnen Fahrzeugen zu auftragsschwachen Zeiten angeordnet.